# Sinophasma conicum
Sinophasma conicum är en insektsart som beskrevs av Chen, S.C. och Yun He He 1995. Sinophasma conicum ingår i släktet Sinophasma och familjen Diapheromeridae. Inga underarter finns listade i Catalogue of Life.